# Didrik Pining
Didrik Pining, född omkring 1428 i Hildesheim, död 1491 i Vardø, var en tyskfödd kapare i dansk tjänst. Han var under slutet av 1400-talet huvudman på Island och befallningsman på Vardøhus. Han är dock mest känd för att ha hävdat att han upptäckt Amerika redan under 1470-talet, nästan tjugo år innan Columbus. Det finns dock inga källor som styrker hans påstående.

## Biografi
Didrik Pinings nämns fram till 1668 som kapare eller kapten i tjänst hos Hamburg, där han ledde jakten efter engelska handelsfartyg i Nordatlanten. Därefter gick han i dansk tjänst 1668 där hans år 1670 befordrades till amiral under Kristian I. Under åren som kapare ansågs Pining vara en av de som orsakat Hansan störst skada.
Mellan åren 1471 och 1473 deltog han i sällskap med Hans Pothorst, en annan kapare som likt Pining kom från Hildesheim, i en upptäcktsresa under dansk flagg till Grönland. Vissa tror att denna expedition skedde i samverkan med João Vaz Corte Real, en portugisisk upptäcktsresande som under samma period besökte Grönland och Newfoundland. Dock råder det skilda meningar om expeditionen faktiskt nådde Nordamerika, eller om de enbart nådde Grönland.
I hans hemstad Hildesheim är en grundskola uppkallad efter honom (Didrik-Pining-Grundschule).